# Germinoma extragonadal
Un germinoma es un tipo de tumor de células germinales no diferenciado  histológicamente. Pueden ser tumores malignos o benignos y se localizan con mayor frecuencia en el cerebro donde tienen características muy similares a los disgerminomas del ovario y los seminomas de los testículos. Desde 1994, el Medical Subject Headings ha definido a un germinoma como una neoplasia maligna del tejido germinal de las gónadas, mediastino y de la región pineal.

## Histología
Por lo general, el tumor tiende a ser de apariencia uniforme y consiste en células largas, redondeadas con núcleos vesiculares y un citoplasma claro y fínamente granular que tiende a ser eosinofílico. Típicamente las células del estroma contienen linfocitos y en un 20% de los casos contienen granulomas similares a los de la sarcoidosis. A simple vista, es un tumor uniforme, la superficie externa es lisa con un interior suave, carnoso de color crema, gris o sonrosado.